# Belvézet
Belvézet (okzitanisch: Bèuveser) ist eine französische Gemeinde mit 235 Einwohnern (Stand: 1. Januar 2022) im Département Gard in der Region Okzitanien. Sie gehört zum Arrondissement Nîmes und zum Kanton Alès-2. 

## Geografie
Belvézet liegt etwa 28 Kilometer nördlich von Nîmes und etwa 22 Kilometer ostsüdöstlich von Alès am Fluss Seynes. 
Die Nachbargemeinden von Belvézet sind Vallérargues im Norden, La Bruguière im Osten, Montaren-et-Saint-Médiers im Süden und Südosten, Serviers-et-Labaume im Süden und Südwesten, Aigaliers im Westen und Südwesten sowie Seynes im Westen und Nordwesten.

## Bevölkerungsentwicklung
| Jahr                       | 1962 | 1968 | 1975 | 1982 | 1990 | 1999 | 2006 | 2017 |
| -------------------------- | ---- | ---- | ---- | ---- | ---- | ---- | ---- | ---- |
| Einwohner                  | 126  | 109  | 127  | 159  | 149  | 210  | 218  | 245  |
| Quellen: Cassini und INSEE |      |      |      |      |      |      |      |      |

## Sehenswürdigkeiten
- Neue und alte Kirche Saint-André
- Altes Pfarrhaus
- Castellas, zwischen 1144 und 1207 errichtete Türme